# Mário Hipólito
Mário Damião Hipólito (Luanda, 1985. június 1. –) angolai válogatott labdarúgókapus.

## Pályafutása

### Klubcsapatban
2004 és 2013 között az Interclube Luanda csapatában játszott, melynek tagjaként 2007-ben és 2010-ben bajnoki címet szerzett. 2014-ben a Bravos do Maquis kapusa volt. 2015 és 2016 között a Kabuscorp játékosa volt. 

### A válogatottban
2006 és 2013 között 5 mérkőzésen szerepelt az angolai válogatottban. Részt vett a 2008-as afrikai nemzetek kupáján és a 2006-os világbajnokságon, ahol João Ricardo és Lamá mögött az angolaiak harmadik számú kapusa volt.

## Sikerei, díjai
Interclube Luanda
- Angolai bajnok (2): 2007, 2010